# 세일라 벤하비브
세일라 벤하비브(Seyla Benhabib, 1950년 9월 9일 ~ )은 터키계 미국인 철학자이다. 벤하비브는 Columbia Law School의 선임 연구 학자이자 법학 겸임 교수이다. 그녀는 또한 컬럼비아 대학교 철학과의 부속 교수이자 현대 비판적 사고를 위한 컬럼비아 센터의 선임 연구원이다. 그녀는 2018년부터 2019년까지 로스쿨에 상주한 학자였으며 2019년 봄에는 법학 교수이기도 했다. 그녀는 2001년부터 2020년까지 예일대학교 정치 철학과 유진 메이어 교수였다. 그녀는 2002년부터 2008년까지 윤리, 정치 및 경제학 프로그램 책임자였다. 벤하비브는 비판이론과 페미니스트 정치이론을 바탕으로 한 정치철학으로 잘 알려져 있다. 그녀는 철학자 한나 아렌트와 위르겐 하버마스뿐만 아니라 인구이동에 관한 주제에 대해 광범위하게 저술했다. 그녀는 수많은 책의 저자이며 그녀의 작업을 인정받아 여러 권위 있는 상과 강의를 받았다.

## 삶
이스탄불에서 태어난 벤하비브는 그 도시의 영어 학교에서 교육을 받았다. 그녀는 1970년 로버트 칼리지에서 고등학교 졸업장을 받았고, 그 후 이스탄불에 있는 미국 여자 대학(American College for Girls)으로 불린 후 미국으로 떠났다. 그녀는 1972년 브랜다이스 대학교에서 학사 및 박사 학위를 받았다.

벤하비브는 그녀의 작업으로 수많은 영예와 상을 받았다. 그녀는 1995년 미국 예술 과학 아카데미의 회원으로 선출되었다. 2004년에는 버클리 UC에서 태너 강사로 재직했다. 2008-2009 학년도에 그녀는 베를린 고급 연구 연구소 (Wissenschaftskolleg zu Berlin)의 연구원이었다. 2014년에 그녀는 정체성 주제에 대한 작업으로 조지타운 대학교에서 명예 인문 박사 학위와 마이스터 에크하르트 상을 받았다.
민주주의 이론가들은 문화 내에서의 토론을 옹호하고 사회 변화를 지지한다. 벤하비브는 문화의 순수성을 믿지 않는 자유민주주의 이론가이다. 그녀는 그것들을 다른 문화와의 대화를 통해 형성된 것으로 생각한다. 벤하비브에 따르면 인간 문화는 상상의 경계가 끊임없이 변화하는 것이다. 그들은 서로 영향을 미치며 때로는 다른 문화에 대한 반응으로 급진화하거나 순응한다. 벤하비브는 민주주의 이론에서 모든 개인이 자신의 삶을 결정할 수 있어야 한다고 가정한다고 주장한다. 그녀는 근본적으로 다른 문화의 존재인 다원주의는 세 가지 조건이 충족된다면 세계시민주의와 양립할 수 있다고 주장한다. 이러한 조건은 다음과 같다.
1. 평등한 상호주의: 소수자의 구성원은 다수와 동등한 시민적, 정치적, 경제적, 문화적 권리를 가져야 한다.
2. 자발적인 자기 귀속: 사람이 태어났을 때 자동으로 특정 종교 나 문화의 구성원이 될 것이라고 기대해서는 안 된다. 국가는 집단이 개인의 삶을 규정하도록 내버려 두어서는 안 된다. 사회 구성원은 자신을 표현할 권리가 있으며 성인 개인에게 해당 커뮤니티의 구성원 자격을 계속 유지할 것인지 묻는 것이 바람직하다.
3. 탈퇴 및 결사의 자유: 모든 개인은 그룹을 탈퇴할 수 있어야 한다. 그룹 회원이 다른 그룹의 누군가와 결혼할 때, 그들은 회원이 될 권리가 있다. 집단 간 결혼과 그 결과 자녀를 위한 편의 시설을 찾아야 한다.

문화적 다양성과 민주적 평등이 공존할 수 있는지에 대한 논쟁이 있다. 많은 문화권 이 주어진 세 가지 조건 중 하나 이상과 호환되지 않다. 예를 들어, 첫 번째 조건은 터키의 쿠르드족이나 동유럽의 로마자와 같은 여러 문화권에서 위반된다. 모든 민족 국가에는 다수가 받아들이지 않는 집단이 있다. 일부 정부는 소수자에 대한 차별을 막기 위해 아무 조치도 취하지 않다. 두 번째와 세 번째 조건도 문제이다. 따라서 현재로서는 다원주의와 세계주의를 혼합한 벤하비브의 시스템의 완벽한 버전을 실행하는 국가의 예가 없는 것 같다. 물론 이것이 가능하다는 점이나 노력할 가치가 있는 사회적 목표라는 점을 배제하는 것은 아니다.
벤하비브는 다공성 테두리가 있는 세상을 선호한다. 그녀는 정치적 경계가 일부를 구성원으로 정의하지만 나머지는 차단한다고 주장한다. 그녀는 "나는 국경 없는 제국이 있을 수 있다고 생각하지만 국경 없는 민주주의는 불가능하다고 생각한다"고 썼다.
국가 주권이 과거만큼 강력하지 않기 때문에 점점 더 많은 사람들이 자기 나라가 아닌 나라에 살고 있다. 벤하비브는 무국적자는 버림받은 사람으로 간주되고 어떤 면에서는 권리가 없다고 주장한다. 현재 정책은 여전히 국경을 낯선 사람을 막는 수단으로 간주한다.

## 같이 보기
- 아이리스 매리언 영
- 세계시민주의
- 숙의 민주주의